# Sylvia och Sylvester
Sylvester.se och Sylvia.se var två webbcommunityn och webbtidningar inriktade på "killar som gillar killar" - alltså homo- och bisexuella män och deras bekanta, samt "tjejer som gillar tjejer". Sylvester och Sylvia ägs av Port 30 KB. När webbplatserna startades 1999 bröt de ny mark som communityn inriktade på bi- och homosexuella.

## Historik
Webbplatsen startades 1999 av anställda på internetföretaget Spray Network AB i Stockholm och bygger i grunden på samma tekniska plattform som t.ex. den första versionen av Spray Date. Under perioden 1999-2003 var Sylvester.se Sveriges största webbplats för homosexuella och som mest hade man cirka 200 000 besökare per månad men sedan sjönk besöksantalet drastiskt. 1 januari 2003 övergick ägarskapet för Sylvester.se och Sylvia.se till ett mindre riskkapitalbolag som bland annat införde ett betalmedlemskap. Sedan oktober 2004 ägs och drivs båda sidorna av Henrik Tornberg som tidigare var anställd som chefredaktör och var med från starten. Sylvester.se hade våren 2010 cirka 5 000 aktiva medlemmar. Sylvia och Sylvester lades ner 2019.

## Papperstidningar
Under 2000-2001 utgav redaktionen och Spray Network AB papperstidningen Sylvester i fyra nummer. Under 2004 gavs papperstidningen Morriss ut med två nummer gemensamt av Sylvester & Sylvia.

## Medarbetare
Sylvesters första redaktör var Tomas Hemstad, som senare arbetade på Nöjesguiden. Henrik Tornberg anställdes sommaren 1999 som chefredaktör och var 2010 den ende som fortfarande var engagerad i sajterna.

## Priser och utmärkelser
2003 - RFSL-Stockholms pris Regnbågspriset.